# Huarás

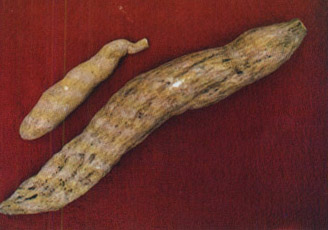
Huarás (Raíz del chayote)

Huarás (de las raíces purhépechas vara(uara), estar echado y vas (uas), echar cosa larga en alguna parte),  es como se le conoce a la raíz del chayote en México y principalmente en los estados de Michoacán, Guanajuato y Jalisco. 
Es una raíz tuberosa en forma cilíndrica no bien definida con un promedio de 20 cm de largo por 8 cm de ancho color crema y textura áspera. Se localizan en la parte terminal del sistema radical que aparecen en el primer año de crecimiento de la planta.
Es de un sabor suave y delicado.
Se extrae del suelo después que la planta del chayote ha fructificado y se le han recolectado todos sus frutos.
Existen infinidad de recetas que usan el huarás como componente principal. Desde platillos típicos hasta ensaladas.